# Bånholmen (vid Orvlax, Raseborg)
Bånholmen är en ö i Finland. Den ligger i Skärgårdshavet och i kommunen Raseborg i den ekonomiska regionen  Raseborg i landskapet Nyland, i den sydvästra delen av landet. Ön ligger omkring 120 kilometer väster om Helsingfors.
Öns area är 2,5 hektar och dess största längd är 290 meter i sydöst-nordvästlig riktning.